# 合川村 (三重県)
合川村（あいかわむら）は三重県河芸郡にあった村。現在の鈴鹿市の南西端にあたる。

## 地理
- 河川：中ノ川

## 歴史
- 1889年（明治22年）4月1日 - 町村制の施行により、奄芸郡徳居村・三宅村・長法寺村の区域をもって発足。
- 1896年（明治29年）4月1日 - 所属郡が河芸郡に変更。
- 1954年（昭和29年）8月1日 - 鈴鹿市に編入。同日合川村廃止。